# Шкода Карок
„Шкода Карок“ (Škoda Karoq) е модел компактни кросоувър автомобили (сегмент J) на чешката компания „Шкода Ауто“, произвеждан от 2017 година, първоначално в Квасини, а след това и в Млада Болеслав.
Моделът наследява „Шкода Йети“ и е по-компактен вариант на средния SUV модел „Шкода Кодиак“. Базиран е на модулната платформа на „Фолксваген Груп“ MQB-A1, която е основа за няколко модела, включително близките по размери „Сеат Атека“ и „Фолксваген Т-Рок“.